# Огородов, Михаил Михайлович
Михаил Михайлович Огородов (26 июня 1958, Ленинград, РСФСР — 7 апреля 2017, Санкт-Петербург, Российская Федерация) — советский и российский композитор, певец, мультиинструменталист.

## Биография
Родился в музыкальной семье (родители — вокалисты). Учился в Хоровом училище при Капелле на фортепиано у Ж. А. Черняковой и у профессора по вокалу Е. А. Гинзбург.
В 1970-х годах увлёкся рок-музыкой и клавишными инструментами. Начинал экспериментировать с синтезом звука на инструментах «ручной» работы, изготовленных известными ленинградскими мастерами Юрием Запаловым и Олегом Безобразовым.
Участник многих рок-групп и проектов в качестве вокалиста и клавишника:
- 1979—1980 — «Второе Дыхание»
- 1980—1983 — «Рок-Иллюзион»
- 1986—1989 — «Форвард»[2]
- 1989 — «Южный Крест»
- 1991 — «БАО»
- 1995—1998 — «Исход», группа Ю. Ильченко[3]
- 1998—2007 — «Бахадур»
- 1999 — «К.О.В.В.Е.Р.-самолёт»
- 2000—2004 — «Russian Pierre Moerlen’s Gong»[4]
- 2006—2010 — «Jozef Skrzek East Wind»
- 2012—2016 — «Question Mark»

В 1990-х годах принимал участие в работе студии при Учебном театре под руководством А. И. Алышева (вместе с Виктором Беридзе). Студия экспериментальной музыки «БAO» (БАО — аббревиатура трёх фамилий).
Автор музыки к театральным и кинопостановкам в России и за рубежом.
Лауреат и участник многочисленных международных фестивалей, перформанса и электронной музыки (www.schodydoneba.eu).
В 2001—2005 годах — продюсер и соавтор проекта Pentanine, последнего прижизненного альбома Пьера Мерлена.
На фестивале «Герои Рока» в Санкт-Петербурге, совместно с музыкантами из группы «ДДТ» играл с Яном Гилланом (Deep Purple) и Кеном Хенсли (Uriah Heep).
Принимал участие в проекте вокалиста группы «CAN» Дамо Судзуки — Damo Suzuki Network.
Преподавал мастер-класс по аналоговым синтезаторам на кафедре музыкально-компьютерных технологий Российского государственного педагогического университета имени А. И. Герцена.
Играл и пел в ансамбле, созданном вместе с лидером легендарной польской группы SBB Юзефом Скжеком «Tryptyk Petersburski». Неоднократно гастролировал в Польше.
Музыкальный руководитель петербургского театрального товарищества «Комик-трест».
Выступал с концертами за пределами России: Дания — в средневековом монастыре Boerglum Kloster и исторической крепости Saebygaard, Польша — планетариум Chorzow, в базилике Святого Креста в Варшаве и в джаз-клубе BLUE NOTE в Познани, в тени Коллегиаты в Глогуве, а также в Berns Hotel в Стокгольме, в клубах Франции и Германии.
Принимал участие в проектах: Rockмеханика Александра Ляпина, Исход/Ю. Ильченко-бэнд, Новые композиторы, Аты-Баты; performance «Академия Тишины» и world music project «Bahadur», Jozef Skrzek East Wind Band, Question Mark, Azazello — Megadream (2013).
Регулярно проводил концерты «Хождения по мугам», посвящённые памяти Роберта Муга, в галерее экспериментального звука «ГЭЗ-21», в клубе «Диез», в Доме Актёра, Яаникирик, ИДЦ «М-86».
Похоронен на Муринском кладбище.

## Автор музыки к спектаклям
- 1997 — «Секонд Хенд», «Комик-трест»
- 1998 — «Реквием Л. Андреев», Интерьерный театр
- 2000 — «Белая история», «Комик-трест»[5]
- 2000 — «Сказка о Соловье, Императоре и Смерти», Детский музыкальный театр «Зазеркалье»[6]
- 2004 — «Антоний и Клеопатра», «Комик-трест»[7]
- 2007 — «Спам для фюрера», «Комик-трест»[8]
- 2007 — «Подземное путешествие Нильса Клима» — совместная постановка театра «Комик-трест» и Vendsyssel Theatre (Hjörring), Дания.
- 2010[9] — «Полный Рататуй», «Комик-трест»[10]

## Избранная Дискография
- 2000 «Бахадур» — «Existence Style»
- 2002 Pierre Moerlen's Gong — «Pentanine»
- 2007 Józef Skrzek East Wind — «Tryptyk Petersburski»[11]
- 2009 «Transparent Things»[12]
- 2009 Jozef Skrzek East Wind — «Koncert Zywiolow»[13]
- 2009 «Schody do nieba 2008 Архивная копия от 4 марта 2016 на Wayback Machine» (фестиваль Юзефа Скшека[пол.])
- 2011 «The Flower Kings — Tribute Архивная копия от 5 июня 2011 на Wayback Machine»
- 2012 «Nils Klim underjordiske reise» Музыка к спектаклю товарищества Комик-трест[14]
- 2013 Question Mark[пол.] — «La Terra Rossa»[15]
- 2016 «Театральная музыка 1998—2000»
- 2020 «Песни моих друзей»[16]